# Reent Reins
Reent Reins (* 10. Oktober 1943 in Otterndorf) ist ein deutscher Schauspieler sowie Hörspiel- und Synchronsprecher.

## Leben
Reins absolvierte zwischen 1962 und 1965 eine künstlerische Ausbildung an der Staatlichen Hochschule für Musik und Darstellende Künste bei Eduard Marks und Rolf Nagel. Sein Bühnendebüt gab er 1965 an der Landesbühne Niedersachsen-Mitte als „Peter“ in Das Tagebuch der Anne Frank. Weitere Bühnenstationen waren die Ruhrfestspiele Recklinghausen, Köln, Stuttgart, Essen sowie das Deutsche Schauspielhaus und das Ernst Deutsch Theater in Hamburg. In über 30 Jahren Bühnentätigkeit verkörperte Reins zahlreiche klassische Charaktere wie 1965 den „Puck“ aus Shakespeares Sommernachtstraum an der Landesbühne Niedersachsen-Mitte, 1967 den „Studenten“ in einer Inszenierung von Franz Kafkas Prozeß am Deutschen Schauspielhaus unter der Regie von Oscar Fritz Schuh, 1973 den „Banquo“ in einer Inszenierung von Shakespeares Macbeth unter der Regie Hansgünther Heymes bei den Ruhrfestspielen Recklinghausen, die auch für das Fernsehen aufgezeichnet wurde, 1984 den „Newton“ in Friedrich Dürrenmatts Die Physiker, 1986 den „Melchtal“ in Schillers Wilhelm Tell, 1990 abermals den „Puck“, jeweils unter der Regie Heymes in Essen.
1965 gab Reins unter der Regie von Egon Monk in der Produktion Ein Tag – Bericht aus einem deutschen Konzentrationslager 1939 sein Fernsehdebüt. In den Folgejahren spielte er in verschiedenen Fernsehspielen, Bühnenadaptionen wie Goethes Egmont und Shakespeares Macbeth und in der deutsch-französischen Abenteuerserie Graf Luckner um den gleichnamigen „Seeteufel“. Daneben übernahm er Gastrollen in zahlreichen Fernsehserien und -reihen wie Polizeifunk ruft, Percy Stuart, Tatort, Wolffs Revier, Großstadtrevier, Anwalt Abel, Küstenwache und SOKO Wismar.
Einem breiten Publikum ist Reins zudem durch seine Stimme bekannt. Er sprach für Hörspiele wie Die drei ??? und TKKG, Computerspiele und war Station Voice verschiedener Fernsehsender. Besonders umfangreich arbeitet Reins als Synchronsprecher. Er ist der deutsche Standardsprecher von Don Johnson und lieh vielen weiteren, international bekannten Schauspielkollegen seine Stimme wie Michael Landon in Ein Engel auf Erden, Alec Baldwin in Der Mörder und die Lady, Beau Bridges in Der Strich gehört der Polizei, David Carradine in Die Faust der Rebellen, Tony Curtis in Rivalen, Marc Singer in V – Die außerirdischen Besucher kommen sowie John Shea in Superman – Die Abenteuer von Lois & Clark.
In den Animeserien Naruto, Naruto Shippuden und Boruto: Naruto Next Generations leiht Reins dem neunschwänzigen Fuchsgeist „Kyuubi“ seine Stimme.
Aktuell (2021) hört man seine Stimme als Off-Sprecher in Netto-Einkaufsmärkten.

## Filmografie (Auswahl)
- 1965: Ein Tag – Bericht aus einem deutschen Konzentrationslager 1939
- 1967: Dreizehn Briefe
- 1967: Feldwebel Schmid
- 1967: Egmont
- 1969: Michael Kohlhaas – der Rebell
- 1969: Das Wunder von Lengede
- 1969: Kim Philby war der dritte Mann
- 1969: Verratener Widerstand – Das Funkspiel der deutschen Abwehr in Holland
- 1969: Altersgenossen
- 1969: Polizeifunk ruft – Die verschwundene Lady (Fernsehreihe)
- 1970: Der Kiosk – Eine Komödie zum Weinen
- 1971: Graf Luckner (Fernsehreihe)
- 1972: Tatort – Strandgut (Fernsehreihe)
- 1974: Macbeth
- 1975: Tatort – Schöne Belinda (Fernsehreihe)
- 1979/1980: St. Pauli-Landungsbrücken (Fernsehserie, zwei Folgen)
- 1991: Tatort – Finale am Rothenbaum (Fernsehreihe)
- 1995: Großstadtrevier (Fernsehreihe)
- 2005: Das Duo: Herzflimmern

## Hörspiele (Auswahl)
- 1967: Pastorale 67 – Autor: Otto Heinrich Kühner – Regie: Fritz Schröder-Jahn
- 1968: Bericht über die Pest in London, erstattet von Bürgern der Stadt, die im Jahre 1665, zwischen Mai und November, daran zugrunde gingen – Regie: Heinz von Cramer
- 1969: „O“ – Regie: Heinz Hostnig
- 1971: Fremde Tote – Regie: Hans Rosenhauer
- 1971: Testamentseröffnung – Regie: Mathias Neumann
- 1971: Versammelt Euch, daß ich Euch verkündige, was Euch begegnen wird in künftigen Zeiten – Regie: Heinz Hostnig
- 1972: Von einem der auszog, das Fürchten zu lernen – Autoren und Regie: Veit Erlmann und Edgar Piel
- 1972: Fünf zu null für Lippoldsberg – Regie: Armin Reinhold Schreiber
- 1974: Nichts spielt sich mehr ab oder: Die Stadt muss modernisiert werden – Regie: Hans Rosenhauer
- 1975: Der Rollmeyer-Effekt – Regie: Günter Siebert
- 1975: Hey, Boys and Girls, let’s have a good time together – Autoren: Henryk M. Broder und Frank Grützbach (auch Regie)
- 1976: Die Ballade von den Hoffnungen der Väter – Regie: Hans Gerd Krogmann
- 1977: Reise nach England – Regie: Heinz Wilhelm Schwarz
- 1977: Der Zögling – Regie: Klaus Mehrländer
- 1977: Wüstensohn – Hundesohn – Regie: Hein Bruehl
- 1977: 500.000 Tonnen Rohöl – Regie: Dieter Carls
- 1978: Warum kann ich nicht vom Truge in die Wahrheit übergehen – Regie: Heinz Hostnig
- 1978: Mittwochs keine Sprechstunde – Regie: Günter Siebert
- 1980: Wie man Wünsche beim Schwanz packt – Autor: Pablo Picasso; Regie: Claus Villinger
- 1982: Falsches Spiel – Regie: Hartmut Kirste
- 1982: Tragflächen – Regie: Klaus Mehrländer
- 1982: Die Trümmer des Gewissens – Regie: Hansgünther Heyme
- 1984: Des Meeres, der Mafia und der Liebe Wellen … – Regie: Klaus Mehrländer
- 1985: Ganoven-Ballade oder Glanz und Elend der Brüder Sass, Gentlemen-Einbrecher – Regie: Heinz von Cramer
- 1986: C’era una volta il west oder Alte Briefe aus Amerika – Regie: Hans Gerd Krogmann
- 1986: Der Stern des Südens – Autor und Regie: Friedemann Schulz
- 1986: Klaus Störtebeker oder Nur der Lügner gelangt in den Besitz der Wahrheit – Regie: Hans Gerd Krogmann
- 1987: TKKG – Spion auf der Flucht (Folge 50) als Sebastian Pleff – Regie: Heikedine Körting
- 1989: Ring Raiders als Victor Vector
- 1992: TKKG – Spuk aus dem Jenseits (Folge 82) als Hugo Büttner – Regie: Heikedine Körting
- 1999: Geschichten aus der Umlaufbahn (4 Teile) – Regie: Holger Rink
- 2000: TKKG – Bei Anruf Angst (Folge 120) als Victor Havliczeck – Regie: Heikedine Körting
- 2012: TKKG – Abzocke im Online-Chat (Folge 179) als Leihmer – Regie: Heikedine Körting
- 2020: BANKS – Drogenkrieg in Kolumbien

## Hörbücher
- Jonathan Kellerman: Jamey – Das Kind, das zuviel wusste, Lübbe Audio, ISBN 978-3-7857-3606-7 (Hörbuch-Download)
- Greg Iles: Leises Gift, Lübbe Audio, ISBN 978-3-7857-3706-4

## Synchronrollen (Auswahl)
Don Johnson
- 1975: In der Gewalt der Unterirdischen als Vic
- 1985: Verbrannte Erde als Tim Murphy
- 1986–1989: Miami Vice (Fernsehserie) als Detective James „Sonny“ Crockett
- 1988: Sweethearts Dance – Liebe ist mehr als nur ein Wort als Wiley Boon
- 1989: Dead Bang – Kurzer Prozess als Jerry Beck
- 1991: Harley Davidson & The Marlboro Man als Marlboro
- 1991: Sommerparadies als Ben Reed
- 1993: Blondinen küsst man nicht als Paul Verrall
- 1993: Jenseits der Unschuld als David Edgar Greenhill
- 1995: Blutiger Befehl als Sgt. John Libbey
- 1996: Tin Cup als David Simms
- 1996–2001: Nash Bridges (Fernsehserie) als Insp. Nash Bridges
- 1998: Goodbye Lover als Ben Dunmore
- 2005–2008: Miami Vice (Fernsehserie) als Detective James „Sonny“ Crockett
- 2007: Ein Pferd für Moondance als Dante Longpre
- 2010: When in Rome – Fünf Männer sind vier zuviel als Beths Vater
- 2012: Django Unchained als Big Daddy
- 2014: Cold in July als Jim Bob
- 2014: Die Schadenfreundinnen als Frank
- 2015: From Dusk Till Dawn: The Series (Fernsehserie) als Sheriff Earl McGraw
- 2020: Knives Out – Mord ist Familiensache als Richard Drysdale
- 2024: Rebel Ridge als Chief Sandy Burnne

Billy Dee Williams
- 1973: Hit! als Nick Allen
- 1976: The Bingo Long Traveling All–Stars & Motor Kings als Bingo Long

Treat Williams
- 1988: Shark – Stunde der Entscheidung als David Ziegler
- 2002: Gale Force – Die 10-Millionen-Dollar-Falle als Sam Garrett

John Shea
- 1993–1997: Superman – Die Abenteuer von Lois & Clark (Fernsehserie) als Lex Luthor
- 2001–2004: Mutant X (Fernsehserie) als Adam Kane

Dolph Lundgren
- 2003: Detention – Die Lektion heißt Überleben! als Sam Decker
- 2004: The Defender als Lance Rockford

Tesshou Genda
- 2006–2008: Naruto (Fernsehserie) als Der neunschwänzige Fuchs
- 2009–2017: Naruto Shippuden (Fernsehserie) als Der neunschwänzige Fuchs

James Caan
- 2012: The Money – Jeder bezahlt seinen Preis! als Micky
- 2013: Detachment als Mr. Charles Seaboldt

Graham Greene
- 2013: Chasing Shakespeare als Mr. Mountain
- 2013: Maïna – Das Wolfsmädchen als Mishtenapeu

### Filme
- 1987: Chow Yun-Fat in Cover Hard 2 als Ko Chow
- 1997: George Brent in Vertauschtes Glück als Peter „Pete“ Van Allen
- 2007: William Forsythe in Final Approach – Im Angesicht des Terrors als Silas Jansen
- 2010: David Carradine in Dinocroc vs. Supergator als Jason Drake
- 2014: Gary Cole in Tammy – Voll abgefahren als Earl
- 2015: Nigel Barber in Mission: Impossible – Rogue Nation als Chairman

### 1997 Elliot Mouse in The Untouchebables of Elliot Mouse
- 1988: Marc Singer in V – Die außerirdischen Besucher kommen als Mike Donovan
- seit 2015: Bob Odenkirk in Fargo als Chief Bill Oswalt